# Urjupino
Urjupino (in lingua russa Урюпино) è un centro abitato del Territorio dell'Altaj, situato nell'Alejskij rajon.